# Colona floribunda
Colona floribunda är en malvaväxtart som först beskrevs av Wilhelm Sulpiz Kurz, och fick sitt nu gällande namn av William Grant Craib. Colona floribunda ingår i släktet Colona och familjen malvaväxter. Inga underarter finns listade i Catalogue of Life.

## Bildgalleri

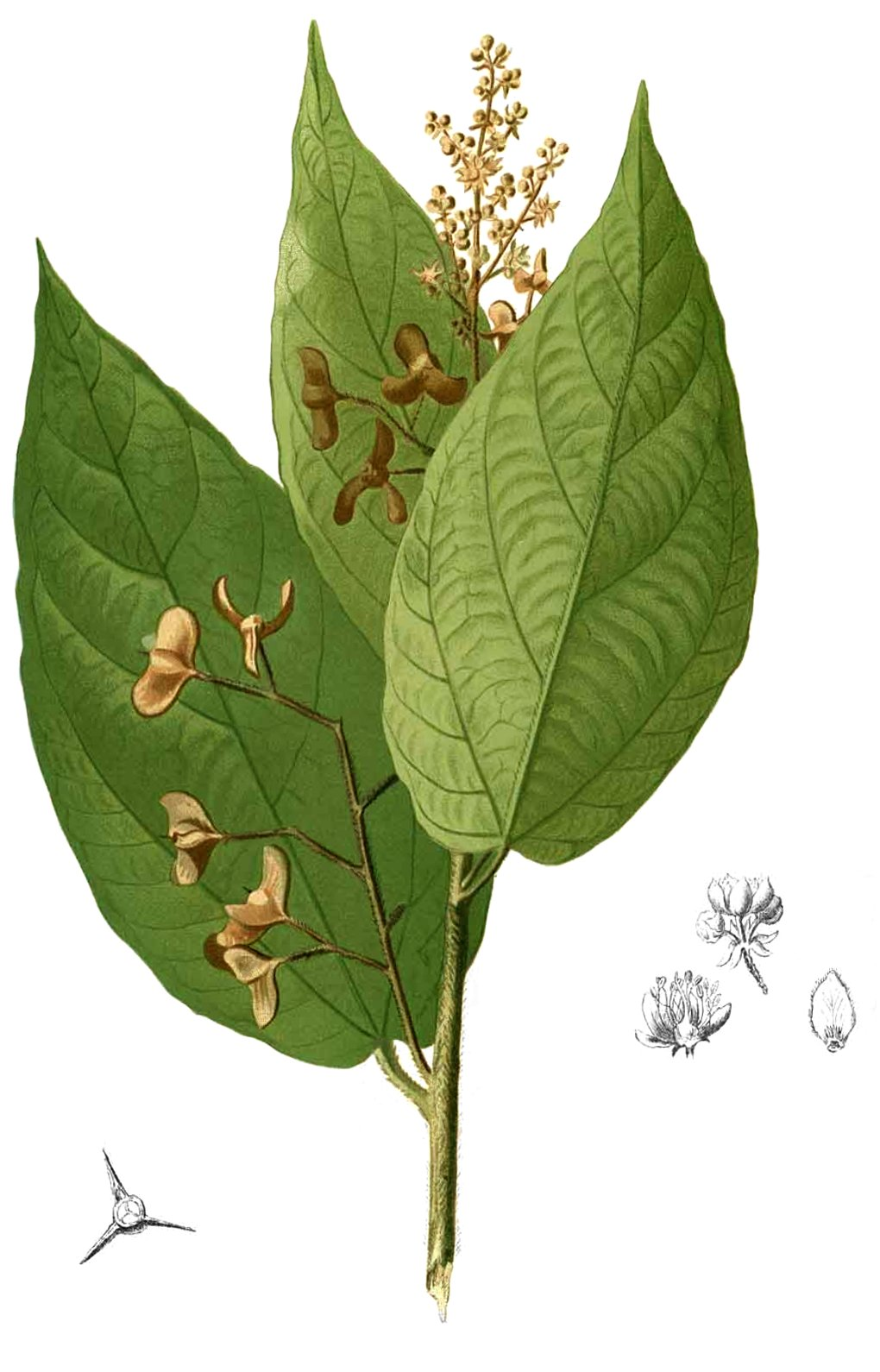
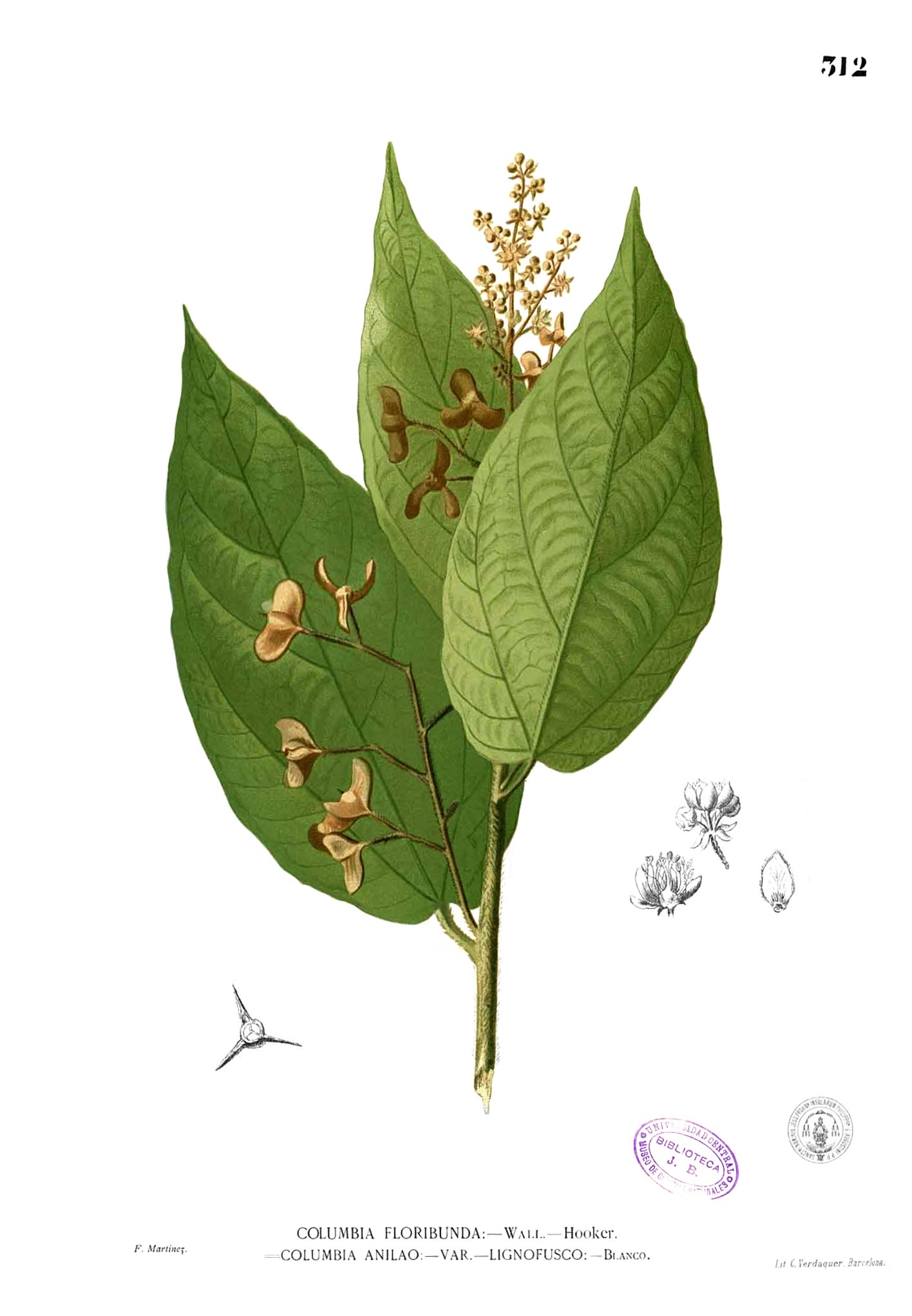